# Sydney Wallace
Sydney Tamara-Nicole Wallace (ur. 6 grudnia 1993 w Atlancie) – amerykańska koszykarka grająca na pozycjach rozgrywającej lub rzucającej, posiadająca także brytyjskie obywatelstwo, obecnie zawodniczka Basket Lattes Monpellier Agglomeration.
Jest rekordzistką ligi fińskiej w liczbie punktów, zdobytych w trakcie jednego spotkania (54).
14 sierpnia 2020 dołączyła do CTL Zagłębia Sosnowiec.
8 lutego 2021 została zawodniczką Connecticut Sun.

## Osiągnięcia
Stan na 16 listopada 2021, na podstawie, o ile nie zaznaczono inaczej.
NCAA
- Uczestniczka rozgrywek:
  - Sweet 16 turnieju NCAA (2012)
  - II rundy turnieju Women's National Invitation Tournament (WNIT – 2015)
  - turnieju NCAA (2012, 2014)
- Wicemistrzyni turnieju konferencji Atlantic Coast (ACC – 2012)
- Zaliczona do:
  - I składu:
    - najlepszych pierwszorocznych zawodniczek ACC (2012)[4]
    - turnieju Georgia Tech Holiday (2013)

Drużynowe
- Wicemistrzyni Finlandii (2019)
- Uczestniczka rozgrywek Eurocup (2017/2018)

Indywidualne
- Liderka:
  - strzelczyń ligi:
    - polskiej EBLK (2021)
    - fińskiej (2019)

  - w przechwytach EBLK (2021)